# Ambato
Ambato este un oraș din Ecuador.